# Williams Peak (Antarktika)
Der Williams Peak ist ein über 1400 m hoher und markanter Berg im ostantarktischen Viktorialand. Er ragt im Knotenpunkt der Entstehungsgebiete des Hobbs-, des Salmon- und des Garwood-Gletschers auf.
Teilnehmer der von 1960 bis 1961 dauernden Kampagne im Rahmen der Victoria University of Wellington Antarctic Expedition benannten ihn nach James Williams (1908–1976), Vizekanzler der Victoria University of Wellington von 1951 bis 1968.